# سيارة تاون
سيارة تاون (بالإندونيسية: Mobil Tawon) هي سيارة صغيرة، وواحدة من السيارات الخضراء منخفضة التكلفة الإندونيسية. التسمية تأتي من فلسفة التعاون (زنبار)، السيارة صغيرة ولكنها يمكن أن تلدغ كالنحلة. وتبدو كما يبدأ الدبور بالعمل بجد في الصباح الباكر.

## الاستحدام
حتى نهاية عام 2010 يتم استخدام معظم سيارات تاون كطريقة مواصلات عامة في القرى أو سيارات أجرة دون مقياس.

## المتغيرات
في نهاية عام 2010 أطلقت الشركة تاون بيك آب بمحرك بنزين 500 سي سي فقط. في عام 2013 تستخدم جميع متغيرات سيارة تاون محرك 664 سي سي مع أربع اسطوانات من البنزين. باستثناء المحرك الصيني تصنع جميع مكونات السيارة في إندونيسيا. أما أنواع السيارات المنتجة:
- محول تاون: شاحنة نقل بسعة 2 أشخاص و500 كيلوغرام من البضائع.
- تاون الغازية: سيارة مدينة بسعة 4 أشخاص.
- مترو تاون: عربة بستيل هجينة لحمل الأشخاص والبضائع.
- تاكسي تاوان نيغا.
- تاون الرعاية الصحية.

## آسيانوسا
تاون هي عضو في آسيانوسا حيث تستخدم محركًا صينيًا، ولكن جميع المحتويات الأخرى مصنوعة محليًا. اعتبارًا من عام 2017 كانت العضو الوحيد في آسيانوسا في الإنتاج النشط هي بي تي. شركة فين كومودو تكنولوجي وغيرها بما في ذلك مصنع تاون أصبحت شركات مفلسة.